# Nghiện mua sắm

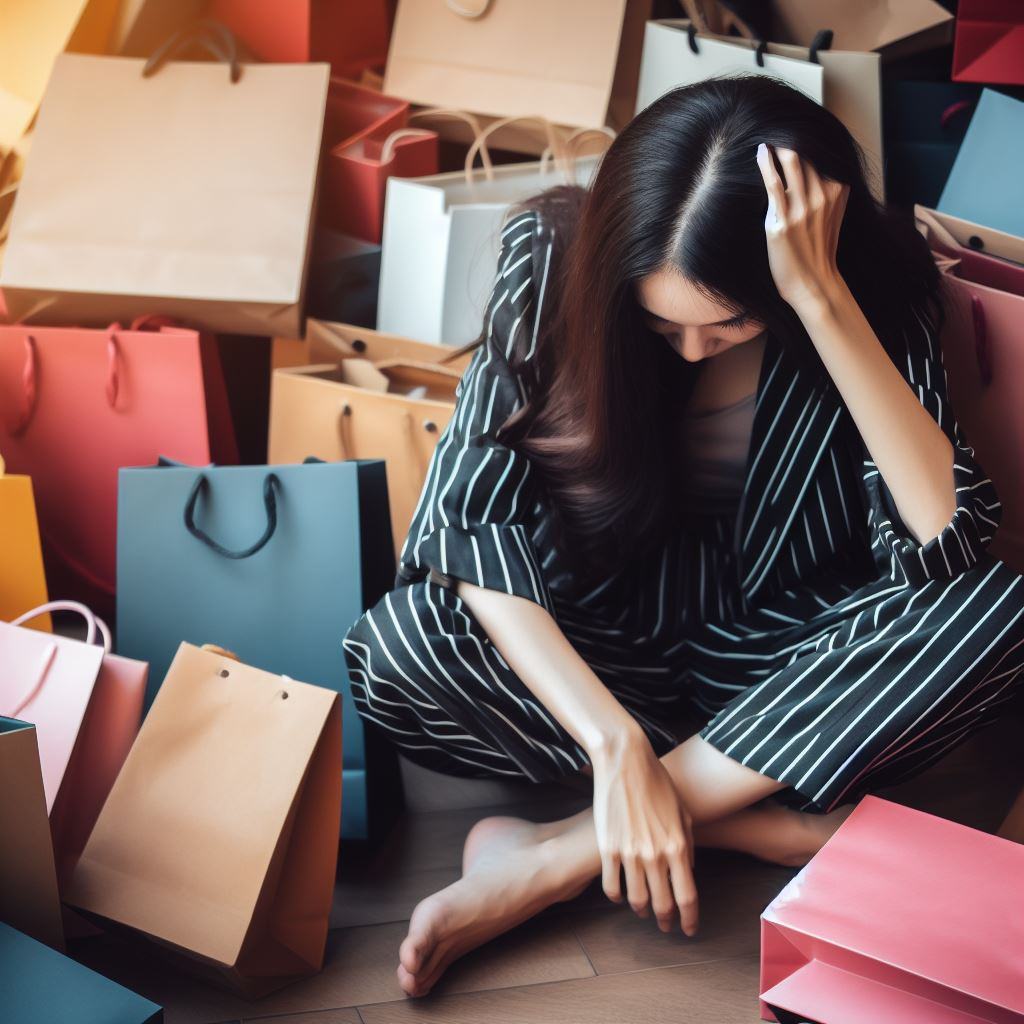
Hình minh hoạ về một tín đồ nghiện mua sắm

Nghiện mua sắm, rối loạn mua sắm cưỡng chế (CBD), hoặc oniomania (từ tiếng Hy Lạp ὤνιος ṓnios "để bán" và μανία Mania "điên loạn" ), được đặc trưng bằng một nỗi ám ảnh mua sắm và hành vi mua gây ra hậu quả xấu. Theo Kellett và Bolton,  nghiện mua sắm "được trải nghiệm như một sự thôi thúc không thể kiểm soát được, dẫn đến hoạt động bán lẻ quá mức, tốn kém và tốn thời gian [thường] được thúc đẩy bởi ảnh hưởng tiêu cực" và dẫn đến "tổng thể xã hội, cá nhân và/hoặc khó khăn tài chính ". Hầu hết những người bị nghiện mua sắm đáp ứng các tiêu chí cho một rối loạn nhân cách. Nghiện mua sắm được phân loại bởi ICD-10 (F63.8) là một dạng "rối loạn kiểm soát xung động, không được phân loại khác." Một số tác giả coi việc nghiện mua sắm như là một loạt các rối loạn phụ thuộc.

## Lịch sử
Emil Kraepelin ban đầu mô tả nghiện mua sắm vào năm 1924, và ông và Bleuler đều đưa hội chứng này vào sách giáo khoa tâm thần sớm có ảnh hưởng của họ. Tuy nhiên, ít người quan tâm đến nghiện mua sắm cho đến những năm 1990,  và thậm chí trong thế kỷ 21, nghiện mua sắm có thể được coi là một bệnh tâm thần hầu như không được công nhận.

## Đặc trưng
Nghiện mua sắm thường xuyên bị ảnh hưởng từ tâm trạng, lo lắng, lạm dụng chất và rối loạn ăn uống. Những người đạt điểm cao về nghiện mua sắm có xu hướng hiểu cảm xúc của họ kém và khả năng chịu đựng thấp đối với các trạng thái tâm lý khó chịu như tâm trạng tiêu cực. Khởi phát CBD xảy ra ở tuổi vị thành niên muộn và tuổi đôi mươi và nói chung là mãn tính. Rối loạn mua bắt buộc thường chủ yếu ảnh hưởng đến những người trẻ tuổi vì một số báo cáo cho thấy hầu hết những người được phỏng vấn báo cáo là trong khoảng 17,5-19 năm. Hiện tượng mua bắt buộc có xu hướng ảnh hưởng đến phụ nữ hơn là nam giới. Các báo cáo nói trên về vấn đề này chỉ ra rằng sự thống trị của nhóm đa số là rất lớn đến nỗi nó chiếm khoảng hơn 90% nhân khẩu học bị ảnh hưởng.. Zadka và Olajossy, đề xuất sự hiện diện của một số xu hướng tương tự giữa phong cách người tiêu dùng và tiêu dùng bệnh lý của các yếu tố tâm sinh lý. Những xu hướng này bao gồm nhu cầu tiêu dùng liên tục, sự phụ thuộc cá nhân và mối quan hệ với sự thiếu ý thức kiểm soát hành vi bản thân. Ngoài ra, Zadka và Olajossy tuyên bố rằng người ta có thể kết luận rằng những người mắc bệnh từ rối loạn này thường ở thập kỷ thứ hai đến thập kỷ thứ tư của cuộc đời họ và thể hiện phong cách giống như rối loạn kiểm soát thần kinh và xung động.
Nghiện mua sắm tương tự, nhưng cần phân biệt với, ám ảnh tích trữ và hưng cảm. Mua bắt buộc không giới hạn ở những người chi tiêu vượt quá khả năng của họ; nó cũng bao gồm những người dành một lượng thời gian mua sắm không phù hợp hoặc những người thường xuyên nghĩ về việc mua đồ nhưng không bao giờ mua chúng. Các phương pháp điều trị đầy hứa hẹn cho CBD bao gồm các loại thuốc như thuốc ức chế tái hấp thu serotonin có chọn lọc (SSRI) và các nhóm hỗ trợ như Debtor Anonymous. Nghiên cứu tiết lộ rằng 1,8 đến 8,1 phần trăm dân số trưởng thành nói chung mắc chứng nghiện mua sắm và trong khi khởi phát thông thường là tuổi vị thành niên hoặc tuổi trưởng thành sớm, nó thường được coi là một vấn đề sau này trong cuộc sống.